# Craig Federighi

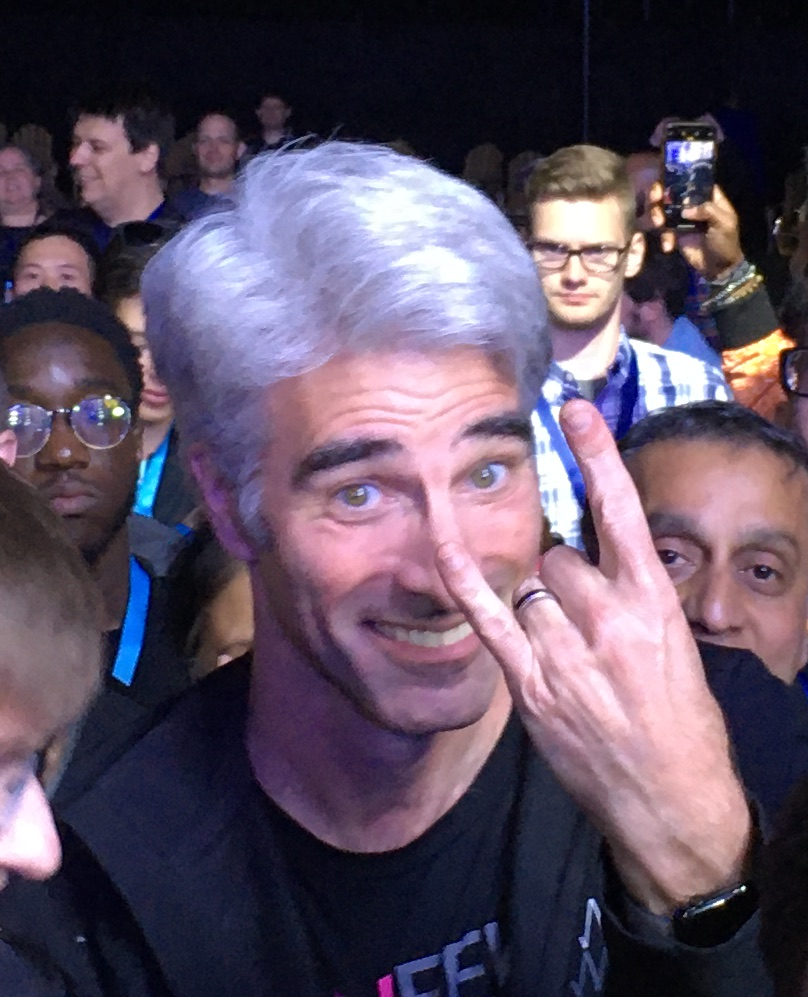
Craig Federighi während der Apple WWDC 2019

Craig Federighi (* 27. Mai 1969 in Alameda, Kalifornien) ist ein US-amerikanischer Softwareentwickler. Er ist der Senior Vice President für Software-Entwicklung bei Apple. Federighi hat einen Master of Science in Informatik und einen Bachelor in Elektrotechnik und Informatik an der Universität von Kalifornien in Berkeley erworben.

## Karriere
Anfangs hat Federighi bei Steve Jobs’ Firma NeXT Computer gearbeitet, wo er die Entwicklung des Enterprise Objects Framework leitete. Nach seiner Anstellung bei NeXT arbeitete er kurzzeitig bei Apple, bevor er bei Ariba Chief Technology Officer wurde.
Im Jahr 2009 kehrte Federighi zu Apple zurück und übernahm die Leitung der OS-X-Entwicklung. Im März 2011 trat er die Nachfolge von Bertrand Serlet als Vice President for Mac Software Engineering an, bevor er Ende August 2012 zum Senior Vice President befördert wurde. Am 29. Oktober 2012, nach der Ankündigung von Scott Forstalls Ausscheiden bei Apple wurde Federighis Aufgabenspektrum auf die Leitung der iOS-Software-Entwicklung zusätzlich zur Mac-Software-Entwicklung erweitert.